# Cliff Pondexter
Clifton Pondexter, detto Cliff (Fresno, 15 settembre 1954), è un ex cestista statunitense, professionista nella NBA, in Francia e in Italia.
È fratello di Roscoe, anch'egli cestista professionista visto in Italia e lo zio di Quincy.

## Carriera
Venne selezionato dai Chicago Bulls al primo giro del Draft NBA 1974 (16ª scelta assoluta).

## Palmarès
- Campionato francese: 1

ASPO Tours: 1979-80